# Simándi Béla
Simándi Béla Antal, 1916-ig Simoncsics (Nagyszombat, 1899. október 17. – Budapest, 1969. november 24.) magyar költő, író, újságíró, lapszerkesztő.

## Élete
Simoncsics János és Minarovics Jozefa fia. Tanítói oklevelét a lévai tanítóképzőben szerezte. Az első világháborúban katonaként szolgált és első írásaiban háborús élményeiről számolt be. Az 1920-as években különböző lapok munkatársa volt, de emellett több kisregénye és verseskötete is megjelent. Mint fiatal írót baráti kapcsolatok fűzték többek között Móricz Zsigmondhoz, Tersánszky Józsi Jenőhöz, Szomory Dezsőhöz és Krúdy Gyulához. A Nagyszombati Híradó és Tanyai Írások, később az Esztergom Vármegye szerkesztője volt. 1932–37-ben a hódmezővásárhelyi tanyavilághoz tartozó aranyadhalmi tanyai iskolájában tanított. 1935 augusztus végén megszervezte a népi írók és a tanyasi parasztok háromnapos találkozóját Vásárhelykutason. Nem sokkal később ellenzéki tevékenysége miatt Kulapitye tanyasi iskolájába helyezték át. Ebben az időben ismerkedett meg a földmunkásmozgalom vezetőivel, így Dobi Istvánnal is, illetve ekkor került kapcsolatba az Független Kisgazdapárttal. 1939-ben a kultuszminisztérium kinevezte Esztergom vármegye népművelési titkárává.
1945 után a Kis Újság vidéki kiadásának főszerkesztője, 1948–49-ben a Szegedi Napló főszerkesztője, 1949–52-ben a szegedi Kis Újság rovatvezetője, 1953-tól 1957-ig, nyugdíjazásáig az Országos Takarékpénztár (OTP) Sajtóosztályának munkatársaként dolgozott. 1957-től a Szabad Föld és a Magyar Nemzet megbízott munkatársaként cikksorozatban számolt be a parasztság megváltozott életéről, eredményeiről.
Az újpesti Megyeri temetőben helyezték végső nyugalomra.

## Magánélete
Felesége Hickl Paula (1898–1962) gyors- és gépírónő volt, akit 1930. május 15-én Budapesten, a Józsefvárosban vett nőül. Elváltak. Második házastársa Nagy Klára volt. 1944-ben elhunyt.
Harmadik felesége - gyermekei anyja - Ujfalussy Mária volt.
Gyermekei
- Simándi Klára
- Simándi Júlia

## Főbb művei
- Tél és más elbeszélések (Budapest, 1921)
- Szomorú könyv (versek; Budapest, 1922)
- Egy zászló története (diákregény, Esztergom, 1923)
- Aranykereső (versek; Esztergom, 1924)
- Kisvárosiak (kisregény, Esztergom, 1925)
- Gyónás (versek, Budapest, 1930)
- Tanyai írások (füzetsorozat, Hódmezővásárhely, 1934, 1935)
- Mi kell a magyar népnek? (Budapest, 1937)
- A mai puszta (szociográfia, Újpest, 1938, Budapest, 1943)
- Vándor-cirkusz (regény, Budapest, 1940)
- Férfiének (versek, Esztergom, 1942)
- A költő (Petőfi Sándor) gyilkosa (regény, Budapest, 1942)
- A szovjet diplomata (regény, Budapest, 1942)
- Néhány szó a népművelésről (tanulmány, Budapest, 1943)
- Álombárka (kisregény, Budapest, 1943)
- Magyar levelező (tanácsadó és mintakönyv különböző levélíráshoz, Budapest, 1944)
- Róka a kert alatt (bábjáték, Tóth Lenkével, Budapest, 1950)
- Egészségügyi nevelés az iskolán kívül (Szabó Lászlóval, Budapest, 1956)